# Volta a Veneçuela
La Volta a Veneçuela (en castellà: Vuelta a Venezuela) és una cursa ciclista per etapes que es disputa a Veneçuela. La primera edició es disputà el 1963 i des del 2005, amb l'excepció del 2020, forma part de l'UCI Amèrica Tour.

## Palmarès
| Any  | Vencedor               | Segon             | Tercer            |
| ---- | ---------------------- | ----------------- | ----------------- |
| 1963 | Gregorio Carrizalez    | Máximo Romero     | Silvio Rodríguez  |
| 1964 | Domingo López          |                   |                   |
| 1965 | Armando Blanco         |                   |                   |
| 1966 | Félix Bermúdez         |                   |                   |
| 1967 | Nicolás Reidtler       |                   |                   |
| 1968 | Fernando Fontes        |                   |                   |
| 1969 | Luís Villarroel        |                   |                   |
| 1970 | Santos Bermúdez        | Nicolás Reidtler  | Fernando Fontes   |
| 1971 | Nicolás Reidtler       |                   |                   |
| 1972 | Cirilo Correa          |                   |                   |
| 1973 | Víctor Rubiano         |                   |                   |
| 1974 | Luis Vivas             | Nicolás Reidtler  | Fabio Navarro     |
| 1975 | Ramón Ramírez          |                   |                   |
| 1976 | Ramón Noriega          |                   |                   |
| 1978 | Juan Arroyo            | Mario Medina      | Leonardo Bonilla  |
| 1979 | Claudio Pérez          |                   |                   |
| 1980 | Olinto Silva           |                   |                   |
| 1981 | Olinto Silva           |                   |                   |
| 1982 | Enrique Campos         | Eduardo Cuevas    | Juan Arroyo       |
| 1983 | Olinto Silva           | José Lindarte     | Enrique Campos    |
| 1984 | Elio Villamizar        |                   |                   |
| 1985 | Elio Villamizar        |                   |                   |
| 1986 | Mario Medina           |                   |                   |
| 1987 | José Lindarte          |                   |                   |
| 1988 | Richard Parra          | Samuel Cabrera    | Enrique Aja       |
| 1989 | Enzo Rivas             | Roberto Gaggioli  | Franco Vona       |
| 1990 | Enrique Campos         |                   |                   |
| 1991 | Julio Bernal           | Carlos Maya       | José Lindarte     |
| 1992 | Julio Bernal           |                   |                   |
| 1993 | Omar Pumar             |                   |                   |
| 1994 | Joselin Saavedra       |                   |                   |
| 1995 | Alfredo López          |                   |                   |
| 1996 | Pastor Linares         |                   |                   |
| 1997 | Javier de Jesús Zapata | Federico Muñoz    | Álvaro Lozano     |
| 1998 | Álvaro Lozano          | Hussein Monsalve  | Manuel Medina     |
| 1999 | Rui Lavarinhas         | Martín Garrido    | Pablo Pinzón      |
| 2000 | Álvaro Lozano          | Libardo Niño      | Jairo Perez       |
| 2001 | José Chacón            | Yeison Delgado    | Alvaro Peña       |
| 2002 | Federico Muñoz         | Franklin Chacón   | Manuel Medina     |
| 2003 | José Chacón            | Federico Muñoz    | Tomas Gil         |
| 2004 | Federico Muñoz         | Franklin Chacón   | José Rujano       |
| 2005 | José Chacón            | Arthur Garcia     | Ivan Castillo     |
| 2006 | José Serpa             | José Castelblanco | José Chacón       |
| 2007 | César Salazar          | Richard Ochoa     | José Serpa        |
| 2008 | Carlos Ochoa           | Franklin Chacón   | Freddy Vargas     |
| 2009 | José Rujano            | César Salazar     | José Chacón       |
| 2010 | Tomás Gil              | José Alarcón      | Manuel Medina     |
| 2011 | Pedro Gutiérrez        | Juan Murillo      | José Contreras    |
| 2012 | Miguel Ubeto           | Arthur Garcia     | Adelso Valero     |
| 2013 | Carlos Ochoa           | Juan Murillo      | Jonathan Camargo  |
| 2014 | Yonathan Salinas       | Carlos Gálviz     | John Nava         |
| 2015 | José Alarcón           | Luis Díaz         | Yonathan Salinas  |
| 2016 | Jonathan Monsalve      | José García       | José Alarcón      |
| 2017 | Carlos Torres          | Anderson Paredes  | Rodolfo Fernández |
| 2018 | Matteo Spreafico       | José Alarcón      | Anderson Paredes  |
| 2019 | Orluis Aular           | Carlos Gálviz     | Yonathan Salinas  |
| 2020 | Orluis Aular           | Roniel Campos     | Yurgen Ramírez    |
| 2021 | Jorge Abreu            | Carlos Torres     | Pedro Gutiérrez   |
| 2022 | Luis Gómez             | Cesar Sanabria    | Weimar Roldán     |
| 2023 | César Sanabria         | Clever Martínez   | Franklin Chacón   |
| 2024 | Walter Vargas          | Javier Jamaica    | Luis Mora         |